# Haedanula subinermis
Haedanula subinermis là một loài nhện trong họ Thomisidae.
Loài này thuộc chi Haedanula. Haedanula subinermis được Lodovico di Caporiacco miêu tả năm 1941.